# پتروس آپیانوس
پتروس آپیانوس (انگلیسی: Petrus Apianus؛ زاده ۱۶ آوریل ۱۴۹۵ درگذشته ۲۱ آوریل ۱۵۵۲) یک ریاضی‌دان، و ستاره‌شناس اهل آلمان بود.

## منابع

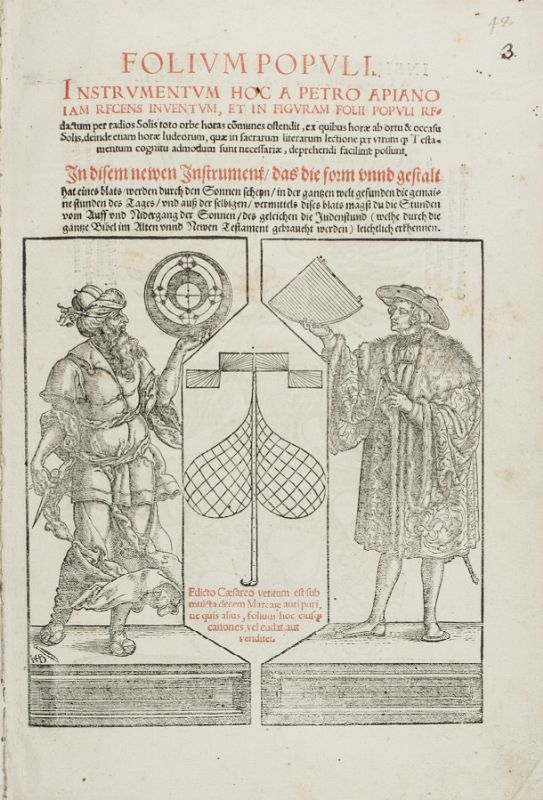
Folium populi, 1533